# Beaufort (Carolina do Norte)
Beaufort é uma vila localizada no estado norte-americano da Carolina do Norte, no condado de Carteret, do qual é sede.

## Geografia
De acordo com o United States Census Bureau, a cidade tem uma área de 17,7 km², dos quais 12,5 km² estão cobertos por terra e 5,2 km² por água.

### Localidades na vizinhança
O diagrama seguinte representa as localidades num raio de 24 km ao redor de Beaufort. 

## Demografia
Segundo o censo nacional de 2010, a sua população é de 4 391 habitantes e sua densidade populacional é de 247,5 hab/km².

## Marcos históricos
A relação a seguir lista as 8 entradas do Registro Nacional de Lugares Históricos em Beaufort. O primeiro marco foi designado em 14 de março de 1973 e o mais recente em 12 de novembro de 2015.
- Beaufort Historic District
- Cape Lookout Coast Guard Station
- Carteret County Home
- Gibbs House
- HMT BEDFORDSHIRE (naufrágio e restos)
- Jacob Henry House
- Old Burying Ground
- U-352 (submarino) naufrágio e restos